# Crisis Core: Final Fantasy VII
Crisis Core: Final Fantasy VII – czwarta gra z Kompilacji FFVII. Opowiada historię Zacka, która wydarzyła się na około pięć lat przed wydarzeniami z oryginalnej gry, kiedy to Cloud i Zack uciekają ze zniszczonego miasta Nibelheim (w trailerze znane jako Niblheim).
Gra ukazała się 13 września 2007 roku w Japonii na konsolę PlayStation Portable. Gra ukazała się też na początku roku 2008 w Polsce.

## Rozgrywka
Gra oferuje dwa systemy gry. Pierwszy system wykorzystywany jest do poruszania się po przeróżnych lokacjach. W tym trybie są do dyspozycji okno ekwipunku, w określonych miejscach zapis, samo poruszanie odbywa się za pomocą gałki, kamerą steruje się za pomocą „L” i „R”, a większość akcji wykonuje się tutaj na „x”. Drugi tryb to walka, nie ma tutaj dostępnego menu ekwipunku, zaś można wykorzystywać wszystko to co wcześniej gracz ustawił. Jest tutaj do dyspozycji używanie miksturek, używanie prostych materii oraz zwykła walka mieczem: od prostych uderzeń bronią poprzez gardę, uniki, po zaawansowane ataki za pomocą materii.

## Postacie

### Postacie główne
- Zack Fair – SOLDIER pierwszej klasy. Bardzo ambitny i dowcipny, główny bohater kompilacji, przyjaciel Clouda.
- Genesis – były SOLDIER, ostateczny przeciwnik Zacka.
- Sephiroth – najlepszy SOLDIER. Początkowo w Crisis Core Sephiroth jest postacią dobrą, jednak w wyniku wydarzeń, mających miejsce w trakcie rozgrywki, staje się bohaterem złym.
- Angeal Hewley – właściciel Buster Sworda. Mentor Zacka.
- Cloud Strife – główny bohater Final Fantasy VII jest tutaj jedynie żołnierzem korporacji Shin-Ra. W dalszej części gry staje się przyjacielem Zacka.
- Aerith Gainsborough – dziewczyna Zacka, w trakcie gry, właśnie za jego namową, zaczyna sprzedawać kwiaty.

### Postacie drugoplanowe
- Lazard – dyrektor SOLDIER.
- Cissnei – członkini Turków.
- Tseng – przedstawiciel Turków, przyjaciel do misji w Nibelheim.
- Professor Hollander – szalony naukowiec.

## Muzyka
Muzyka do gry została wydana 10 października 2007. Zawiera 55 utwory nagrane na dwie płyty. Muzyka została skomponowana przez Takeharu Ishimoto z dodatkiem kilku utworów dyrygowanych przez Kazuhiko Toyama. Ścieżka dźwiękowa również zawiera remix różnych utworów z Final Fantasy VII skomponowanych przez Nobuo Uematsu oraz Last Order: Final Fantasy VII, które również zostało skomponowane przez Ishimoto. Motyw piosenki Why w całości wykonany przez Ayaka.

## Nagrody i wyróżnienia
W listopadzie 2008 roku Crisis Core wyróżnione zostało przez niemiecką telewizję, zajmując w plebiscycie MTV Game Awards pierwsze miejsce w kategorii Whole World in Your Pocket. Ponadto gra wyróżniona została także złotą nagrodą Playstation Awards 2008.

## Pierwszy trailer
Na wystawie E3 poświęconej grom pokazano w 2005 roku animowany trailer gry stworzony tą samą techniką, co reklamy gry Before Crisis. Nie przedstawił on żadnych scen pochodzących bezpośrednio z gry, a jedynie służył pokazaniu, że Square-Enix pracuje nad filmem. W zwiastunie pojawiły się postaci z gry Final Fantasy VII: Cloud, Zack, Tifa oraz Sephiroth.